# Hermann von Bocholtz-Asseburg
Hermann Werner Graf von Bocholtz-Asseburg (* 24. September 1770 in Paderborn; † 8. Oktober 1849 in Hinnenburg) war ein deutscher Rittergutsbesitzer und Parlamentarier.

## Leben
Hermann von Bocholtz-Asseburg, der katholischer Konfession war, war der Urenkel von Hermann Werner von der Asseburg. Dessen Tochter Maria Therese heiratete Theodor Werner von Bocholtz. Hermann von Bocholtz-Asseburg war deren zweiter Sohn Hermann Werner. Er wurde 1803 in den Grafenstand erhoben. Da der Großvater ohne Söhne gestorben war, nannte er sich als Erbe Graf von Bocholtz-Asseburg. Es existiert ein Porträt von ihm, das Anton Joseph Stratmann gemalt hat.
Am 25. Mai 1793 heiratete er in Köln seine erste Frau Felicie Gräfin Wolff-Metternich (1767–1797) und am 27. Oktober 1810 in Bökendorf seine zweite Frau Franziska Freiin von Haxthausen (1793–1879), eine Stieftante der Dichterin Annette von Droste-Hülshoff. Letztere hat das Familienleben auf der Hinnenburg geschildert, das auch der Maler Ludwig Emil Grimm festgehalten hat. Aus der zweiten Ehe gingen folgende Kinder hervor:
- Diederich (1812–1892) ⚭ 1837 Wilhelmine Gräfin von Westerholt-Gysenberg (1813–1893)
- Anna Isabella (* 1813) ⚭ 1835 Ferdinand von Galen
- Therese (* 1815) ⚭ 1835 Felix Graf Droste von Nesselrode-Reichenstein
- Adolf (1817–1880) ⚭ 1843 Eleonore Gräfin zu Münster (1818–1882)
- Hermengilde (* 1819)
- Wilhelm (* 1820)
- Helene (* 1822)
- Hermann (* 1825)
- Johann (1833–1898) ⚭ 1872 Ferdinandine Freiin von Fürstenberg (* 1833)

Hermann von Bocholtz-Asseburg war k. k. Kämmerer und Domherr in Münster. Gewählt in der Kurie der Rittergutsbesitzer im Wahlbezirk Paderborn war er 1826 bis 1831 Mitglied im Provinziallandtag der Provinz Westfalen.